# Преображенська сільська рада (Тоцький район)
Преображе́нська сільська рада (рос. Преображенский сельский совет) — сільське поселення у складі Тоцького району Оренбурзької області Росії.
Адміністративний центр — село Преображенка.

## Населення
Населення — 196 осіб (2019; 276 в 2010, 483 у 2002).

## Склад
До складу сільської ради входять:
| Населений пункт    | Населення, осіб (2002) | Населення, осіб (2010) |
| ------------------ | ---------------------- | ---------------------- |
| Ніколаєвка, село   | 65                     | 8                      |
| Преображенка, село | 418                    | 268                    |